# Fight Night

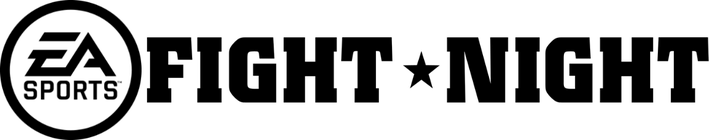

Fight Night est une franchise de EA Sports (marque de Electronic Arts) comprenant des jeux video de boxe anglaise.